# Winterhuder Weg (Hamburg)
Der Winterhuder Weg ist eine Hauptverkehrsstraße, die auf dem überwiegenden Teil ihrer Strecke die Grenze zwischen den Hamburger Stadtteilen Barmbek-Süd und Uhlenhorst darstellt. Auf diesen gut 900 Metern ist sie Teil der Bundesstraße 5. Der heutige nordwestliche Teil, der früher Schillerstraße hieß, liegt komplett im Stadtteil Uhlenhorst.
Die Straße ist dadurch geprägt, dass es keine einheitliche Bausubstanz gibt, sondern Altbauten aus der Wende zum 20. Jahrhundert neben Zeugnissen des Wiederaufbaus nach dem Zweiten Weltkrieg und vereinzelten Neubauten anzutreffen sind. Das Teilstück der Bundesstraße 5 ist vierspurig ausgebaut, während das kurze nordwestliche Stück lediglich über einen Fahrstreifen je Richtung verfügt.

## Name, Verlauf und Geschichte

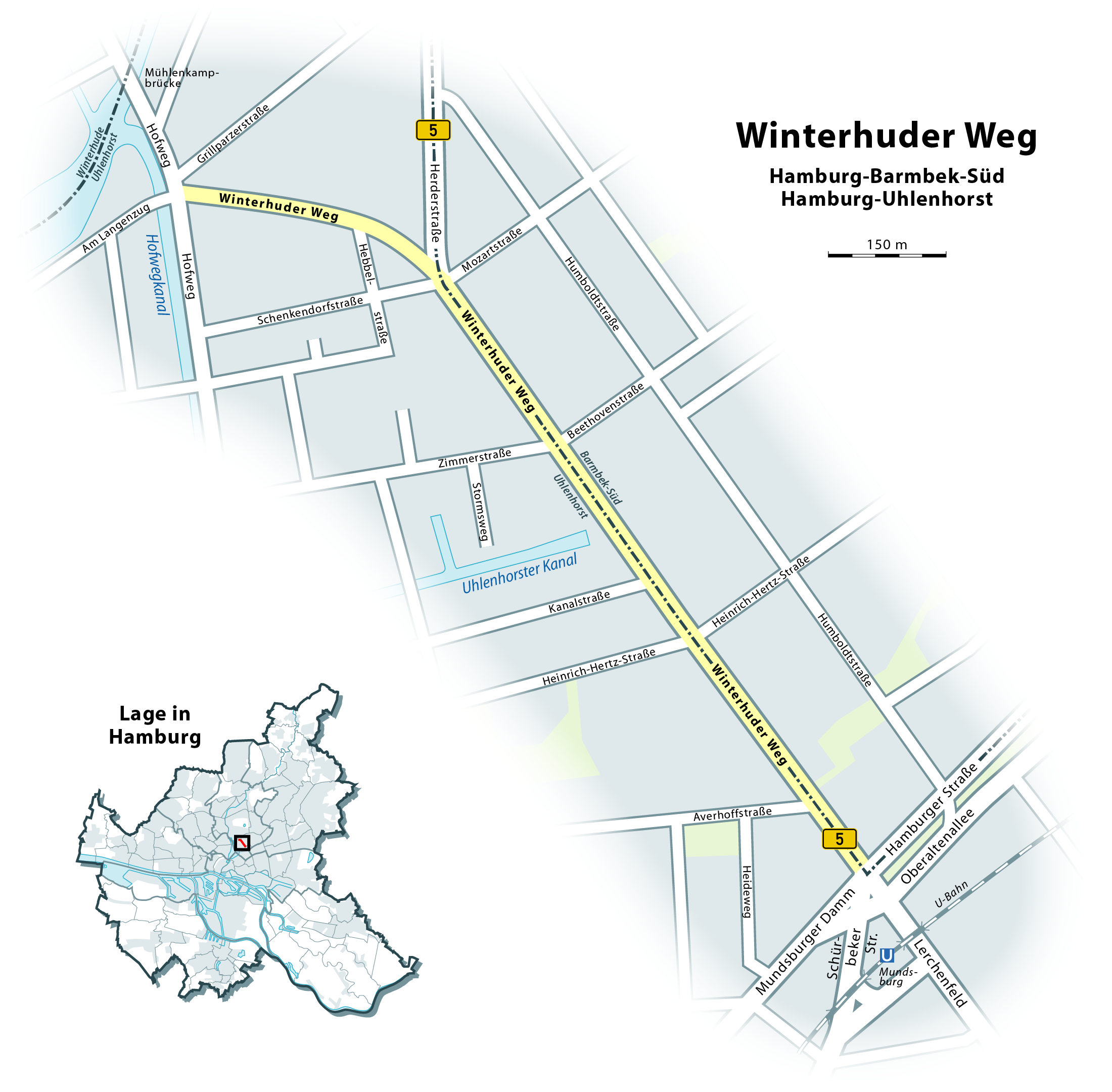
Verlauf des Winterhuder Weges.

Der Winterhuder Weg leitet seinen Namen von seinem Verlauf als Weg von der Mundsburg nach Winterhude her. Er beginnt am Übergang der Hamburger Straße in den Mundsburger Damm in Höhe des Mundsburg Centers mit seinen prägenden drei Wohntürmen aus den 1970er Jahren. Das Center und die Türme stehen inzwischen unter Denkmalschutz. Für diese musste das Gebäude der Möbelspedition von Heinrich Klingenberg, das sich vorher an dieser Stelle befand, abgerissen werden. Vor Klingenbergs Spedition befand sich an dieser Stelle bis 1919 eine englische Keksfabrik. Die Straße verläuft sodann vierspurig als Teil der Bundesstraße 5 nach Nordwesten. In Höhe der Kreuzung mit der Schenkendorf- und der Mozartstraße knickt die B 5 nach Norden als Herderstraße ab, während der Winterhuder Weg nach Westen als Wohnstraße mit nur einer Fahrspur je Richtung noch etwa 350 Meter bis zum Hofweg weiterführt.

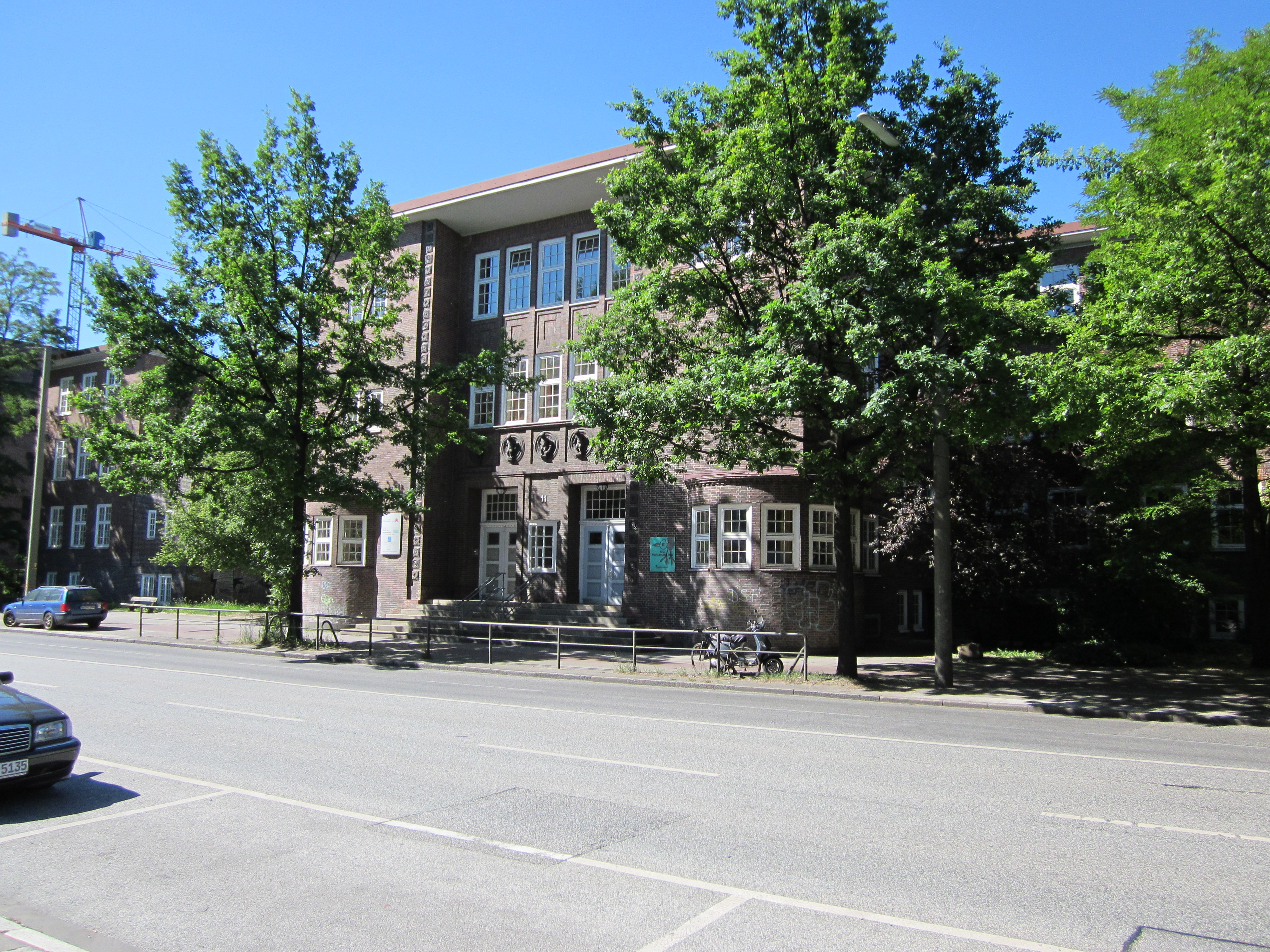
Die Kita Winterhuder Weg beherbergte früher das Kleinkinderhaus des Hamburger Waisenhauses.

Nach Plänen von Fritz Schumacher wurde 1914 bis 1916 das Kleinkinderhaus des Hamburger Waisenhauses im Winterhuder Weg 11 zwischen Averhoff- und Heinrich-Hertz-Straße erbaut. Es beherbergt heute unter anderem eine Kindertagesstätte und steht wie die meisten Schumacherbauten in Hamburg unter Denkmalschutz. Kurz dahinter stand an der Ecke zur Heinrich-Hertz-Straße ein 1906 errichteter Wasserturm, der zum selben Bauprogramm wie der Schanzenturm und das heutige Planetarium im Stadtpark gehörte. Er war bereits seit den 1920er Jahren nicht mehr in Betrieb und wurde im Zweiten Weltkrieg stark beschädigt. 1956 wurde er abgebrochen, um dem benachbarten Altenheim Platz zur Erweiterung zu geben.
Auf dem Grundstück Nummer 76, auf dem sich heute eine Shell-Tankstelle befindet, betrieb der Hamburgische Senator Alexander Kähler eine Seifenfabrik und Ölraffinerie, die Anfang des 20. Jahrhunderts von G.H.G. Binder weitergeführt wurde. Schräg gegenüber befand sich zwischen Mundsburger Kanal und Zimmerstraße auf dem Doppelgrundstück Winterhuder Weg 29/31 die Holzhandlung Bottke & Scheve. An deren Stelle wurde 1972 von Helmut Greve ein achtgeschossiges Bürogebäude errichtet.
Die Evangelisch-reformierte Kirche in Hamburg verlegte ihren 1686 in der Neustadt gegründeten Altenhof 1887 in den Winterhuder Weg 98. Nach Kriegszerstörungen wurde die Altenwohnanlage zunächst nur notdürftig instand gesetzt. Ab 1968 wurde sodann ein kombiniertes Altenwohn- und Pflegeheim neu errichtet. Es beherbergt auch eine Kapelle der reformierten Konfession. In der Hausnummer 112 (früher 106) befand sich im Erdgeschoss eines noch heute bestehenden gründerzeitlichen Wohnhauses ein Kino, das 1913 als „Uhlenhorster Lichtspiele“ gegründet wurde. Später hieß es „Alhambra Theater“ und den Großteil seines Bestehens seit 1930 „Schauburg Uhlenhorst“. Vor seiner Schließung 1967 trug es noch die Bezeichnung „Astoria“. Noch heute ist der charakteristische Eingang, der sich deutlich von den Nachbargebäuden abhebt, zu erkennen.

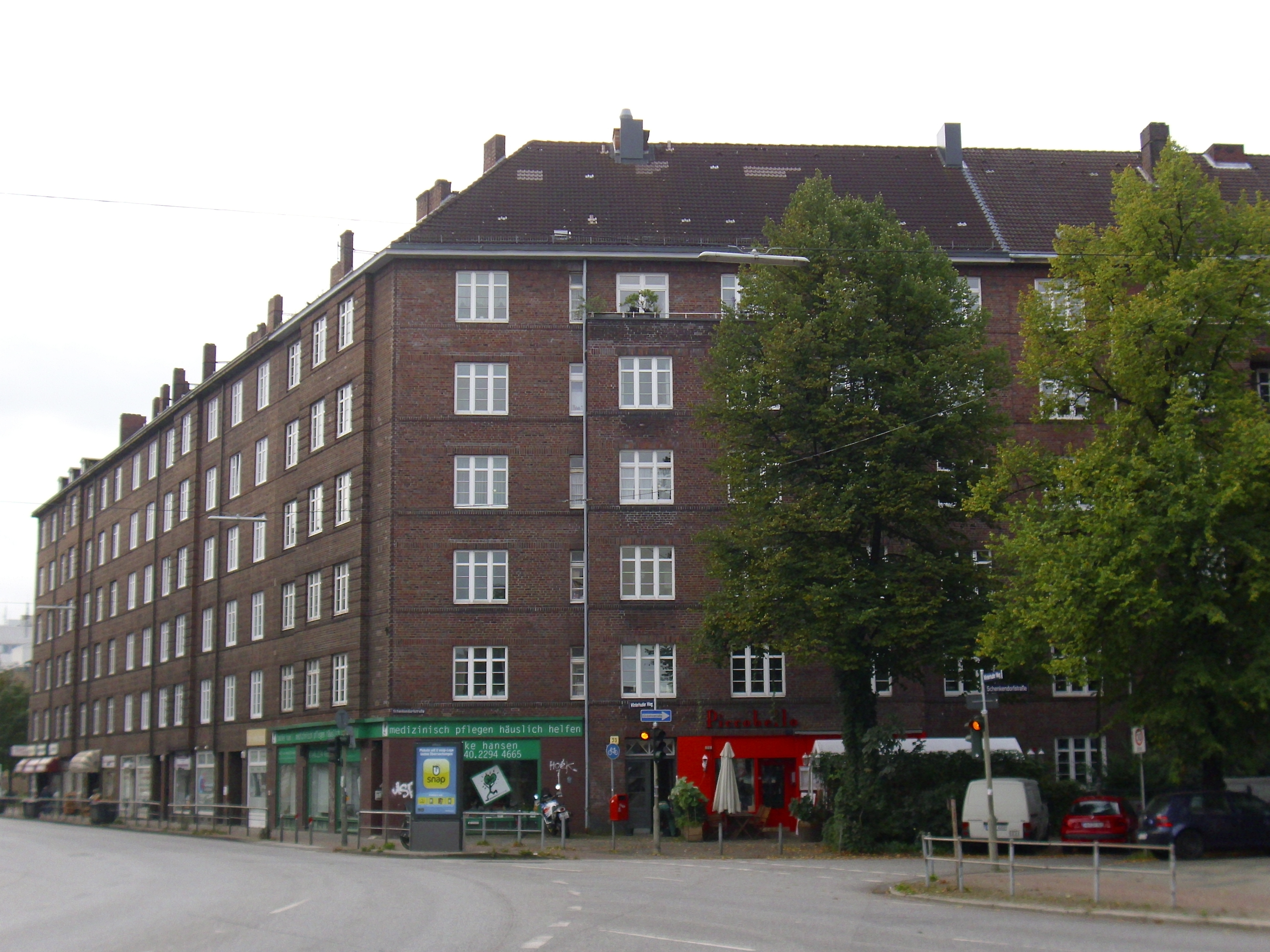
Denkmalgeschütztes Ensemble Winterhuder Weg, Schenkendorfstraße Hebbelstraße.

An der Ecke zur Schenkendorfstraße befindet sich in den Hausnummern 55 bis 63 ein markanter Backstein-Wohnblock, zu dem auch die Nachbargebäude in der Schenkendorfstraße 26 bis 30 und der Hebbelstraße 6 und 8 gehören. Die Gebäude wurden 1926 bis 1928 nach Plänen von Ernst Dehmlow errichtet und stehen als Gesamtensemble unter Denkmalschutz. Die Planungen, im Innenhof des Gebäudeensembles, der früher als Betriebshof einer Baufirma genutzt wurde und planrechtlich als Kellergarage ausgewiesen war, ein Wohngebäude mit 48 Wohnungen zu errichten, stießen Mitte der 2010er Jahre bei den Hauseigentümern und deren Mietern auf Widerstand, weil insbesondere eine zu große Verschattung der Bestandsgebäude befürchtet wurde. Eine zunächst durch das Bezirksamt erteilte Befreiung von den Bestimmungen des Durchführungsplans 288, der aus dem Jahr 1957 stammt, hatte vor den Verwaltungsgerichten keinen Bestand, da die Baugenehmigung gegen das Gebot der Rücksichtnahme verstoße. Daraufhin leitete der Bezirk Hamburg-Nord ein Bebauungsplanverfahren ein, das einen leicht abgespeckten Baukörper mit nur noch 45 Wohnungen vorsah. Die gegen diesen Plan eingereichten Rechtsmittel der Nachbarn hatten im einstweiligen Rechtsschutz keinen Erfolg. Direkt gegenüber befindet sich das zeitgleich nach Plänen von Carl Wendt errichtete Ensemble Mozartstraße 2, Winterhuder Weg 114 und 116, das ebenfalls unter Denkmalschutz steht.

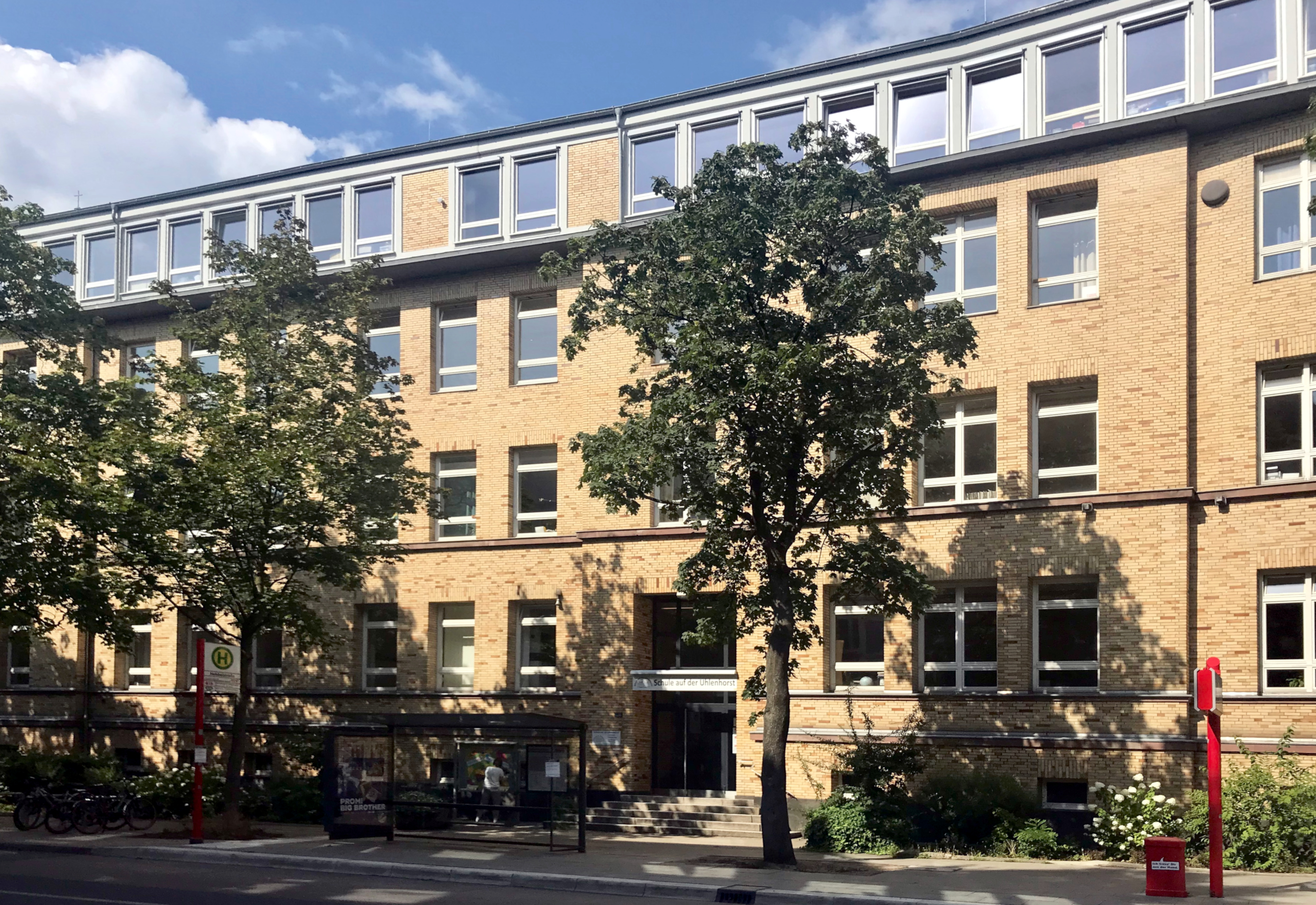
Schule auf der Uhlenhorst

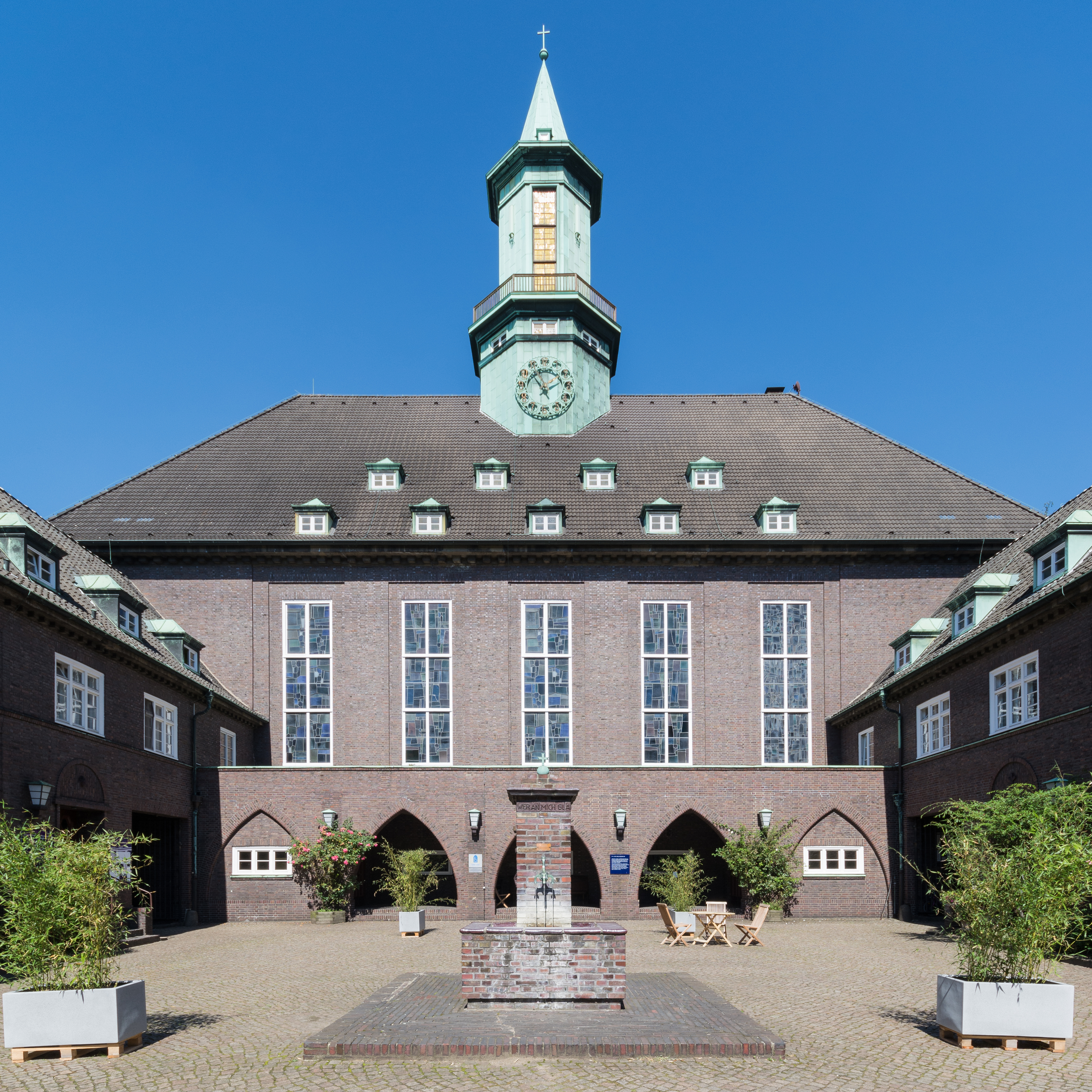
Heilandskirche

Im abgehängten Stück, der ehemaligen Schillerstraße, befindet sich in der Nummer 126 mit der Schule auf der Uhlenhorst eine Grundschule. Diese wurde 1903 als Doppelschule für Knaben und Mädchen in der Schillerstraße 29 bis 31 errichtet. 1939 wurde sie in zwei organisatorisch getrennte Schulen für beide Geschlechter aufgeteilt. Nachdem die Schule nach den Kriegszerstörungen zunächst nur notdürftig repariert worden war, wurde sie von 1964 bis 1976 für eine Komplettsanierung geschlossen und anschließend als Grund-, Haupt- und Realschule Winterhuder Weg wiedereröffnet. Seit 2003 ist sie eine reine Grundschule, die zunächst die Bezeichnung Grundschule Winterhuder Weg trug, bevor sie ihren heutigen Namen erhielt. Direkt westlich schließt sich die evangelisch-lutherische Heilandskirche an die 1928 nach Plänen von Emil Heynen errichtet wurde. Die Kirche und die ebenfalls von Heynen entworfenen Pastorate wurden direkt neben dem alten Gemeindehaus von 1899 erbaut, das von Gottlieb Rambatz und Wilhelm Jollasse ursprünglich für die St.-Gertrud-Kirche erbaut wurde. Die Kirche wurde im Oktober 1944 durch eine Luftmine schwer beschädigt und konnte erst im Dezember 1951 von Landesbischof Simon Schöffel wieder eingeweiht werden. Sowohl die Schule, als auch des Kirchenensemble stehen unter Denkmalschutz.
Am nordwestlichen Ende des Winterhuder Weges, zum Hofweg hin, wurde Mitte der 1950er Jahre von der Anna M. M. Vogel KG ein achtgeschossiges Wohngebäude errichtet, das bis heute den Abschluss der Straße bildet. Die im Zusammenhang mit diesem Gebäude errichtete Tankstelle wurde inzwischen durch einen Gewerbebau ersetzt.
Fritz Lachmund charakterisierte die Straße als ursprünglich einfachen Feldweg, der „über die morastigen Sümpfe und Wiesen der Uhlenhorst nach dem damals recht abseits liegenden Dorf Winterhude“ führte. Bis 1846 wurde die Straße dann ausgebaut und befestigt. Franz Heinrich Neddermeyer beschrieb in seinem Werk „Zur Statistik und Topographie der Freien und Hansestadt Hamburg und deren Gebietes“ bereits 1847, dass der Winterhuder Weg die Osterbek mit einer hölzernen Brücke überspanne. Dabei bleibt unklar, wo genau der Osterbekübergang erfolgte, ob also der Winterhuder Weg bereits ungefähr dem heutigen Verlauf folgte und dann bei der heutigen Mühlenkampbrücke die Brücke lag, oder nördlicher verlief. Das heutige nordwestliche Teilstück hin zum Hofweg hieß bis 1948 Schillerstraße, was eingedenk der Bezeichnung bei Neddermeyer eher für einen nördlicheren Verlauf spricht. Die Umbenennung der ehemaligen Schillerstraße erfolgte, um die Namensgleichheit mit der Schillerstraße in Altona-Altstadt aufzulösen.

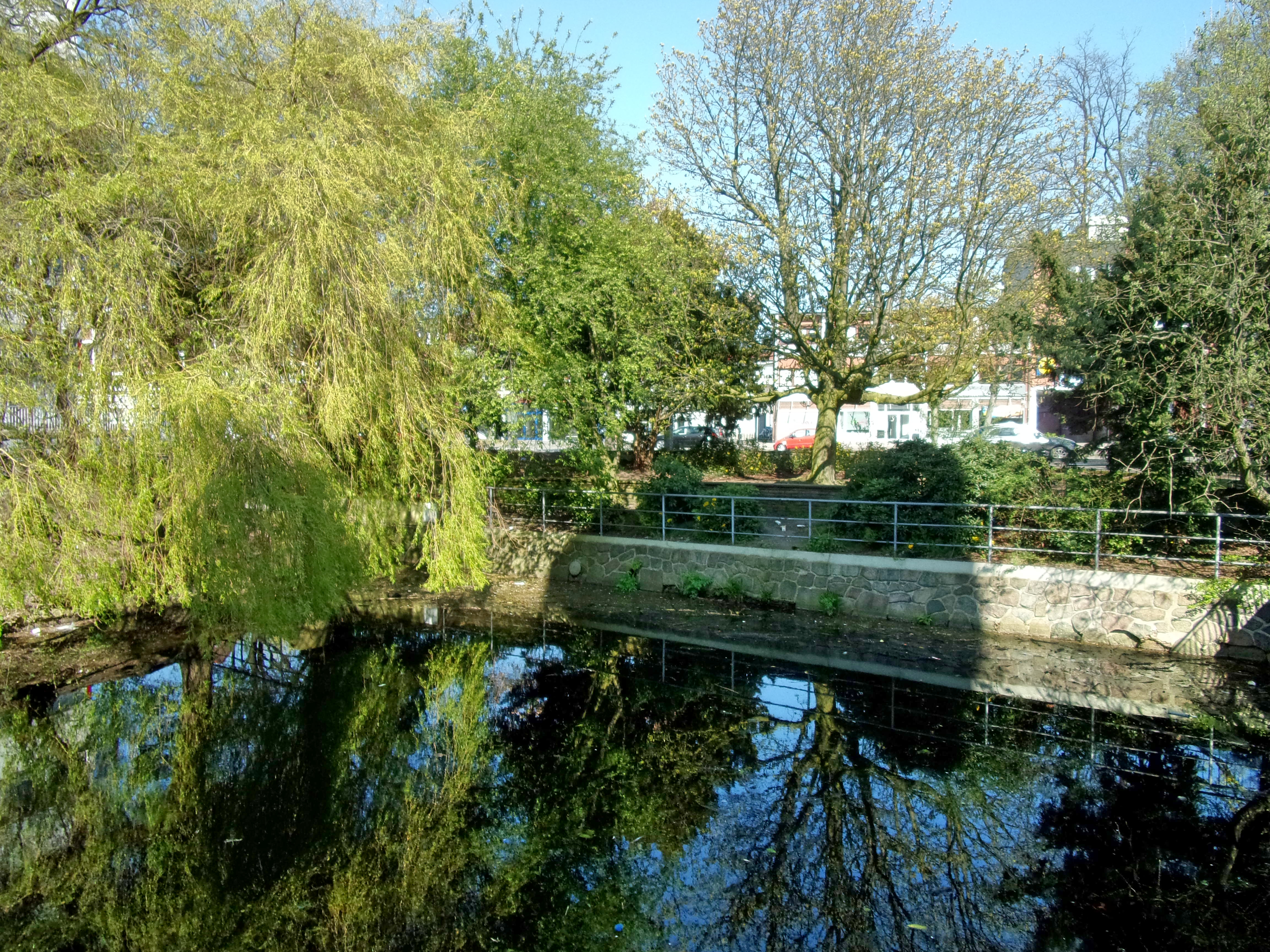
Ende des Uhlenhorster Kanals am Winterhuder Weg.

Heutzutage überbrückt der Winterhuder Weg keine Wasserwege mehr, jedoch endet der Uhlenhorster Kanal vom Feenteich kommend auf der Westseite der Straße zwischen den Hausnummern 27 und 29 in einem kleinen gemauerten Bassin. In den 1950er Jahren wurde der Winterhuder Weg auf dem Teilstück zwischen Hamburger Straße und Schenkendorfstraße vierspurig ausgebaut.

## Öffentlicher Personennahverkehr
Im Winterhuder Weg selbst gibt es bisher keine Schnellbahnhaltestelle. Südlich von ihm befindet sich jenseits des Straßenzuges Hamburger Straße / Mundsburger Damm der U-Bahnhof Mundsburg der U-Bahn-Linie 3. In den Planungen für eine U-Bahn-Linie 4 war eine Station im Winterhuder Weg vorgesehen. Die Planungen wurden jedoch 1974 kurz vor Baubeginn 1974 aus finanziellen Gründen gestoppt. Auch in den ebenfalls 1974 gestoppten Voruntersuchungen für einen Alsterhalbring war eine Haltestelle im Winterhuder Weg geplant. Hier sollten sich also U4 und Alsterhalbring treffen. In der aktuellen Planung einer U-Bahn-Linie 5 ist eine Haltestelle im Winterhuder Weg in Höhe der Kreuzung mit der Beethovenstraße vorgesehen.

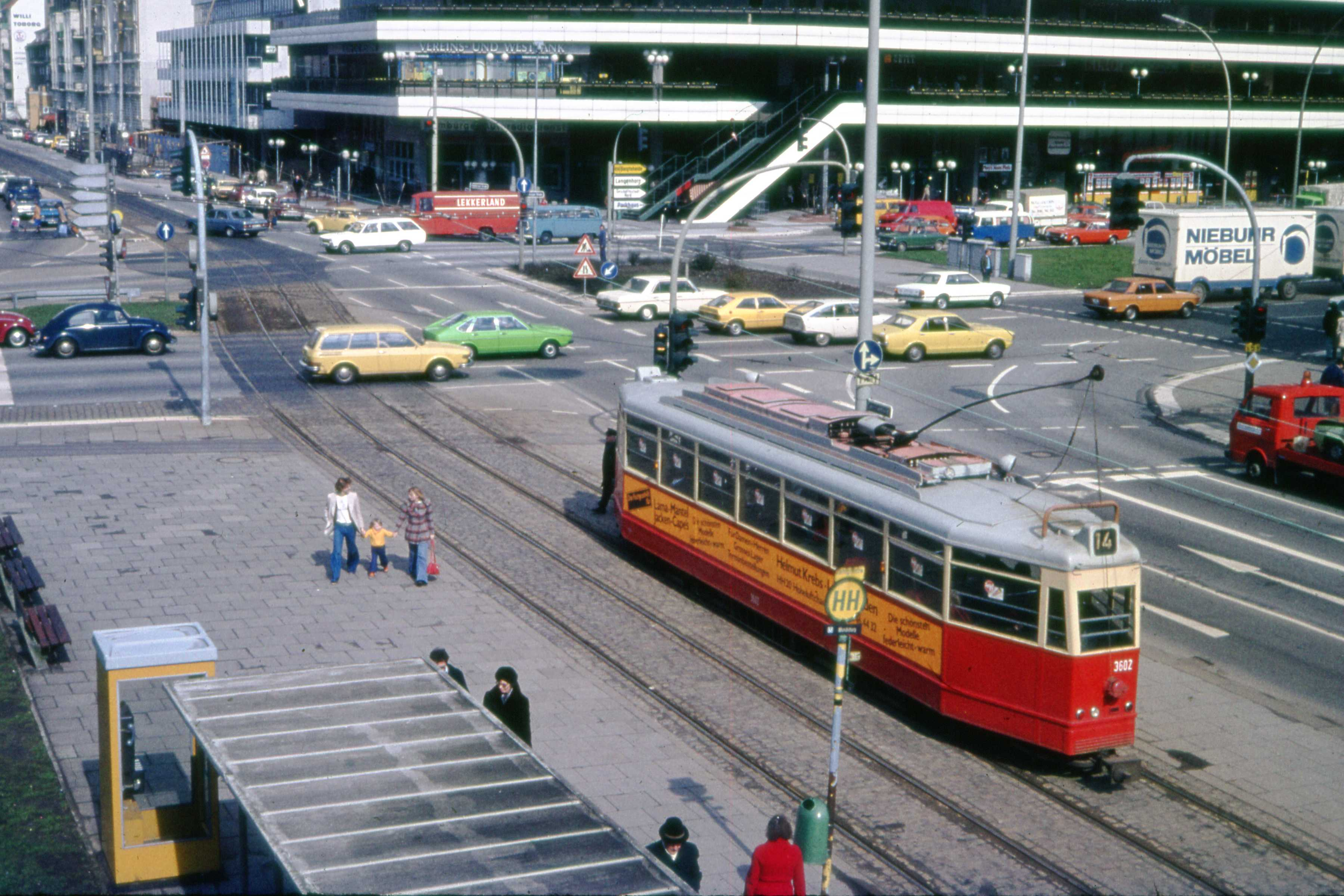
Eine Straßenbahn der Linie 14 verlässt in den 1970er Jahren die Haltestelle Mundsburg, um durch den Winterhuder Weg zu fahren.

Zum 1. Oktober 1909 fuhr mit der neuen Linie 35 erstmals die Straßenbahn durch den Winterhuder Weg. Sie kam vom Mühlenkamp und führte über Mundsburg, Berliner Tor und die Elbbrücken bis auf die Veddel. Diese Strecke wurde später bis zum Goldbekplatz bzw. in den Freihafen verlängert. Ab 1925 bediente zudem die Linie 27 vom Altonaer Rathaus kommend über Schlump, Hallerstraße, Mittelweg und Mühlenkamp und weiter über Mundsburg, Landwehr, Hammer Landstraße bis zur Diagonalstraße in Hamm-Süd den Winterhuder Weg. 1955 wurde dann das Liniensystem neu gestaltet und nunmehr fuhren die Linien 14 (St. Pauli, Eimsbüttel, Eppendorf, Winterhude, Uhlenhorst, Berliner Tor, Elbbrücken, Freihafen) und 15 (Elbchaussee, Altonaer Rathaus, Eimsbüttel, Eppendorf, Winterhude, Uhlenhorst, Borgfelde, Hamm) durch den Winterhuder Weg. Seit im März 1976 die Linie 15 und im Mai 1977 die Linie 14 eingestellt wurden, fährt die Straßenbahn nicht mehr durch den Winterhuder Weg.
Statt der Straßenbahn fuhr zunächst die Buslinie 106 durch den Winterhuder Weg, die auf dem Teilstück von Eppendorf bis zur Veddel die Linie 14 ersetzt hatte. 2001 wurde aus dem 106er die heutige Metrobuslinie 25. Diese verbindet den Bahnhof Mundsburg mit den Haltestellen Beethovenstraße und Hebbelstraße, die beide im Winterhuder Weg liegen. Die Stadtbuslinie 172 bedient vom Bahnhof Mundsburg aus kommend ebenfalls die Haltestelle Beethovenstraße, bevor sie dort in das Komponistenviertel abbiegen. Nachts fährt die Nachtbuslinie 606 durch den Winterhuder Weg.

## Stolpersteine für Opfer des Nationalsozialismus
Im Winterhuder Weg wurden bisher neun Stolpersteine für Opfer des Nationalsozialismus verlegt: Auf der Uhlenhorster Seite liegen vor der Hausnummer 73 vier Steine für die 1938 im Rahmen der Polenaktion nach Zbąszyń deportierten Familie Seelenfreund, die dann während des Zweiten Weltkriegs im besetzten Polen ermordet wurde. Vor der Nummer 49 wurde ein Stolperstein für Heinz Weidt verlegt der nach 1933 mehrfach verhaftet worden war und zuletzt 1943 im KZ Fuhlsbüttel einsaß. Er wurde zur Frontbewährung „begnadigt“, wo sich seine Spur verliert. Auf der Barmbeker Seite erinnern vor der Hausnummer 86 vier Steine an die Familie Bezen, deren Mitglieder 1942 in Łódź bzw. Chelmno ermordet wurden.

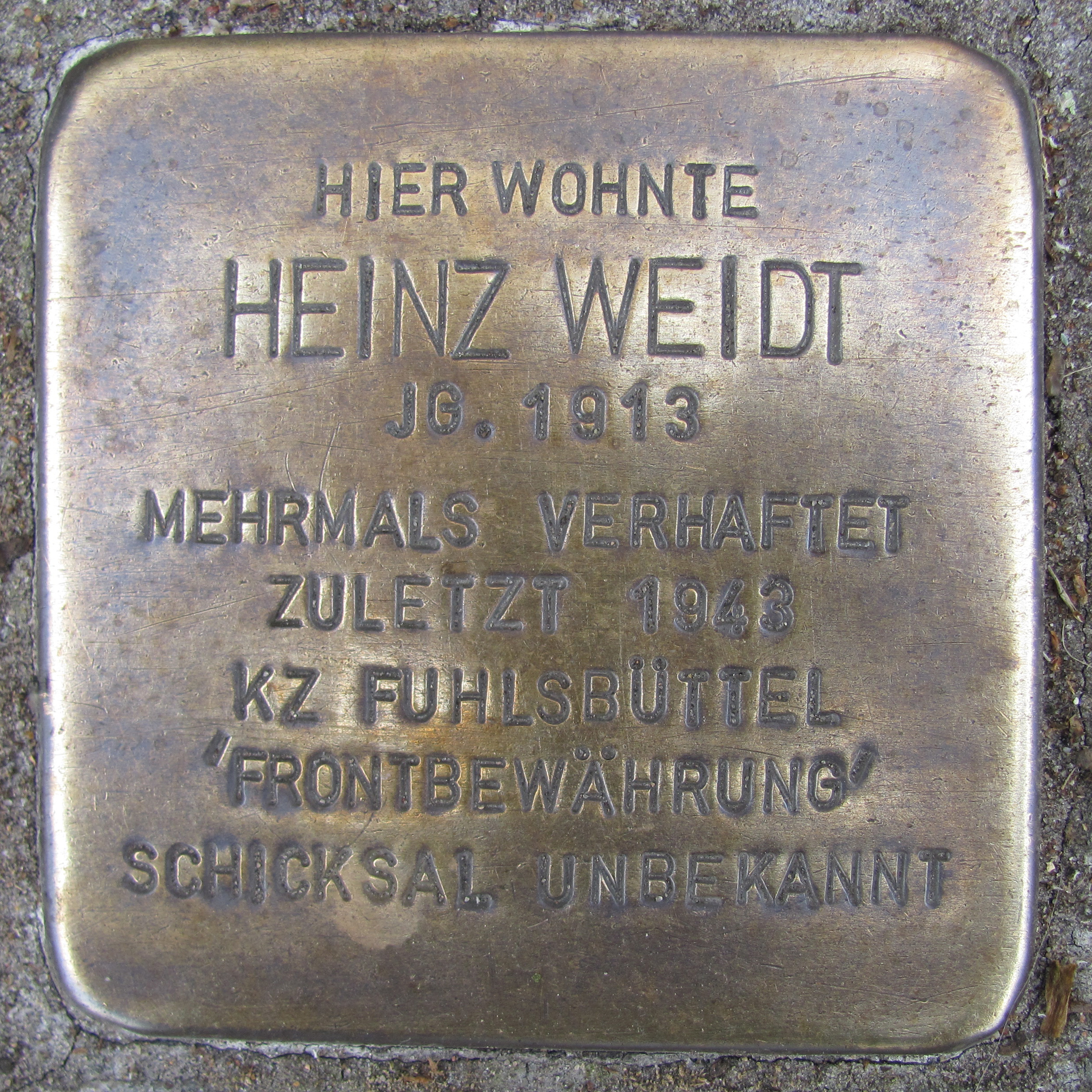
Heinz Weidt vor dem Winterhuder Weg 49
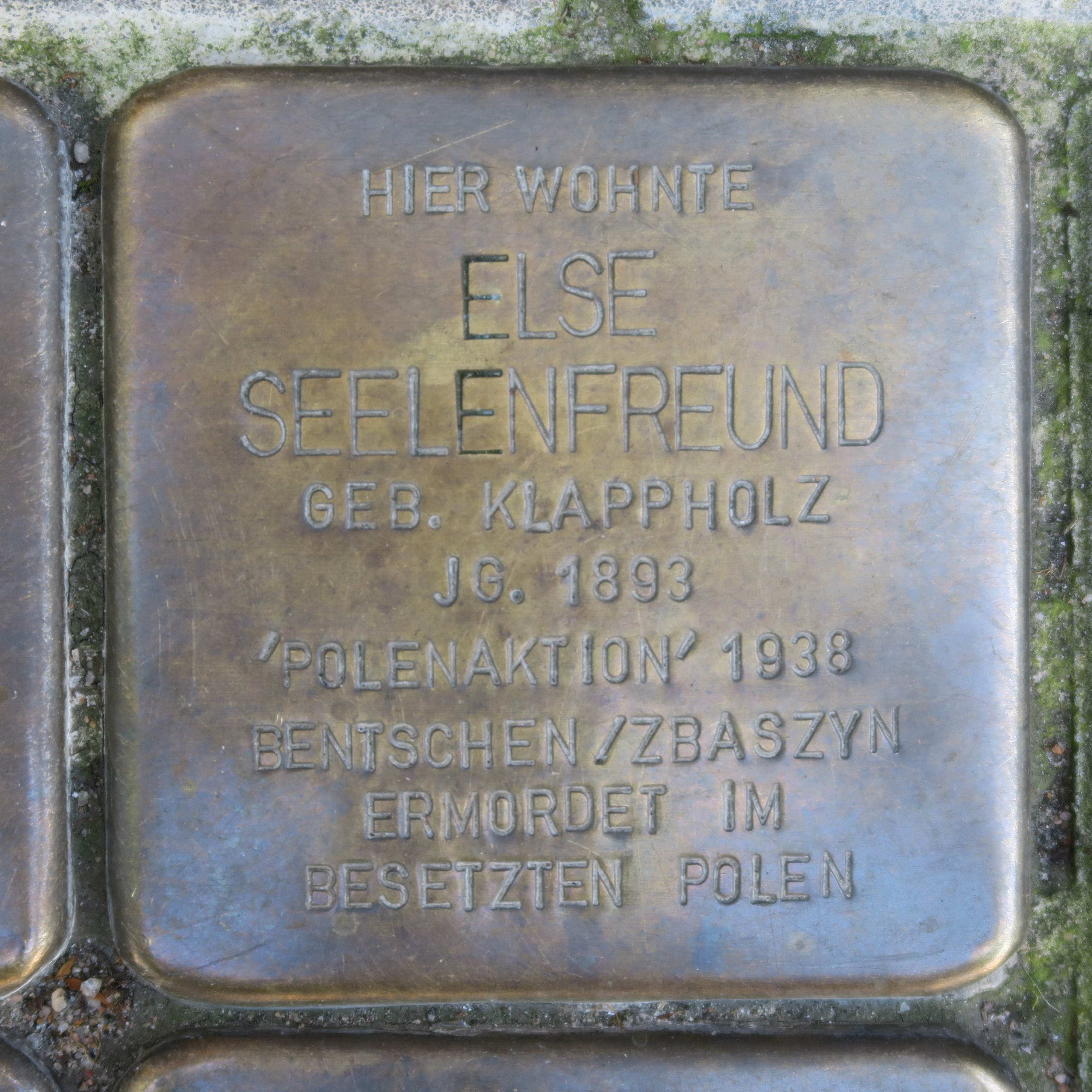
Else Seelenfreund vor dem Winterhuder Weg 73
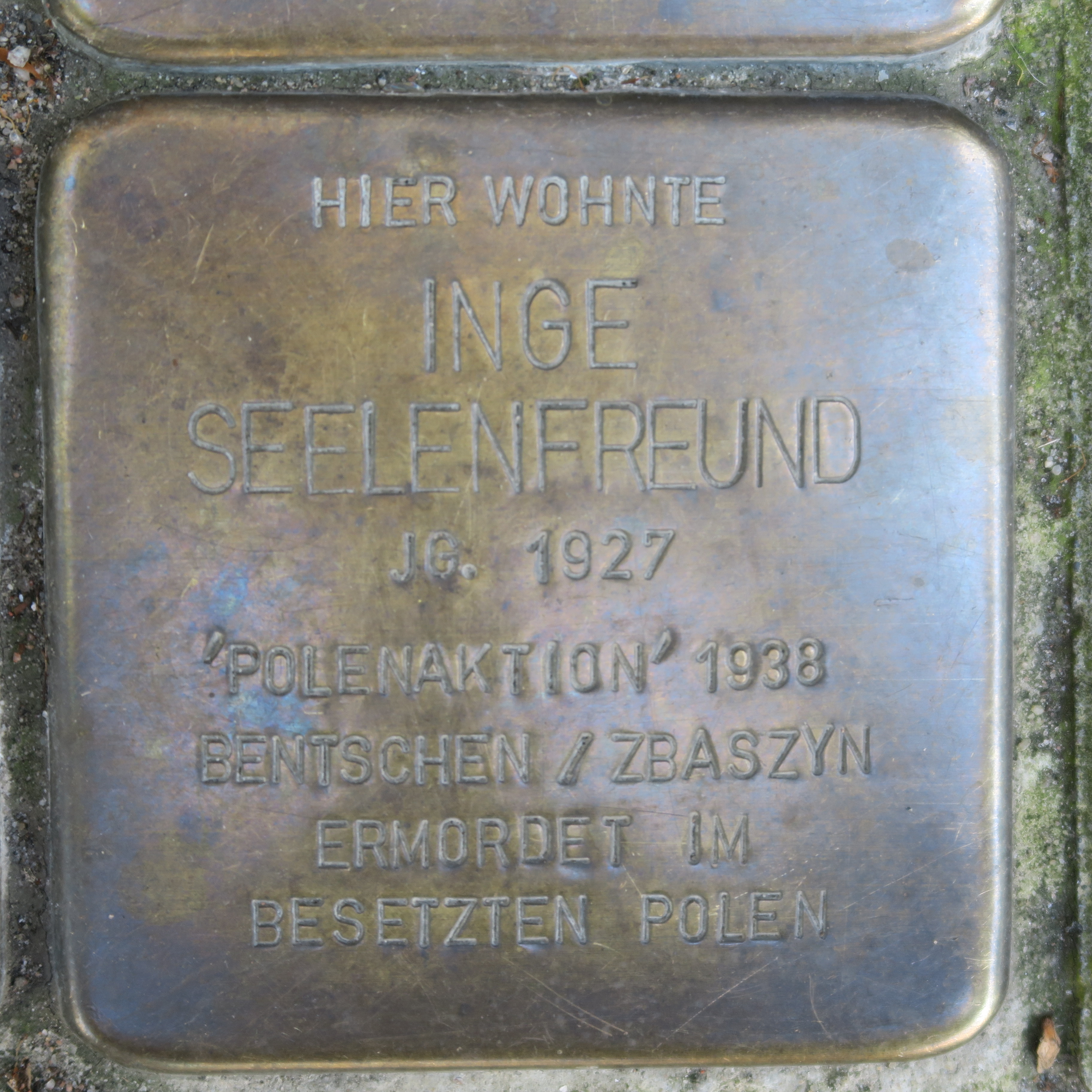
Inge Seelenfreund vor dem Winterhuder Weg 73
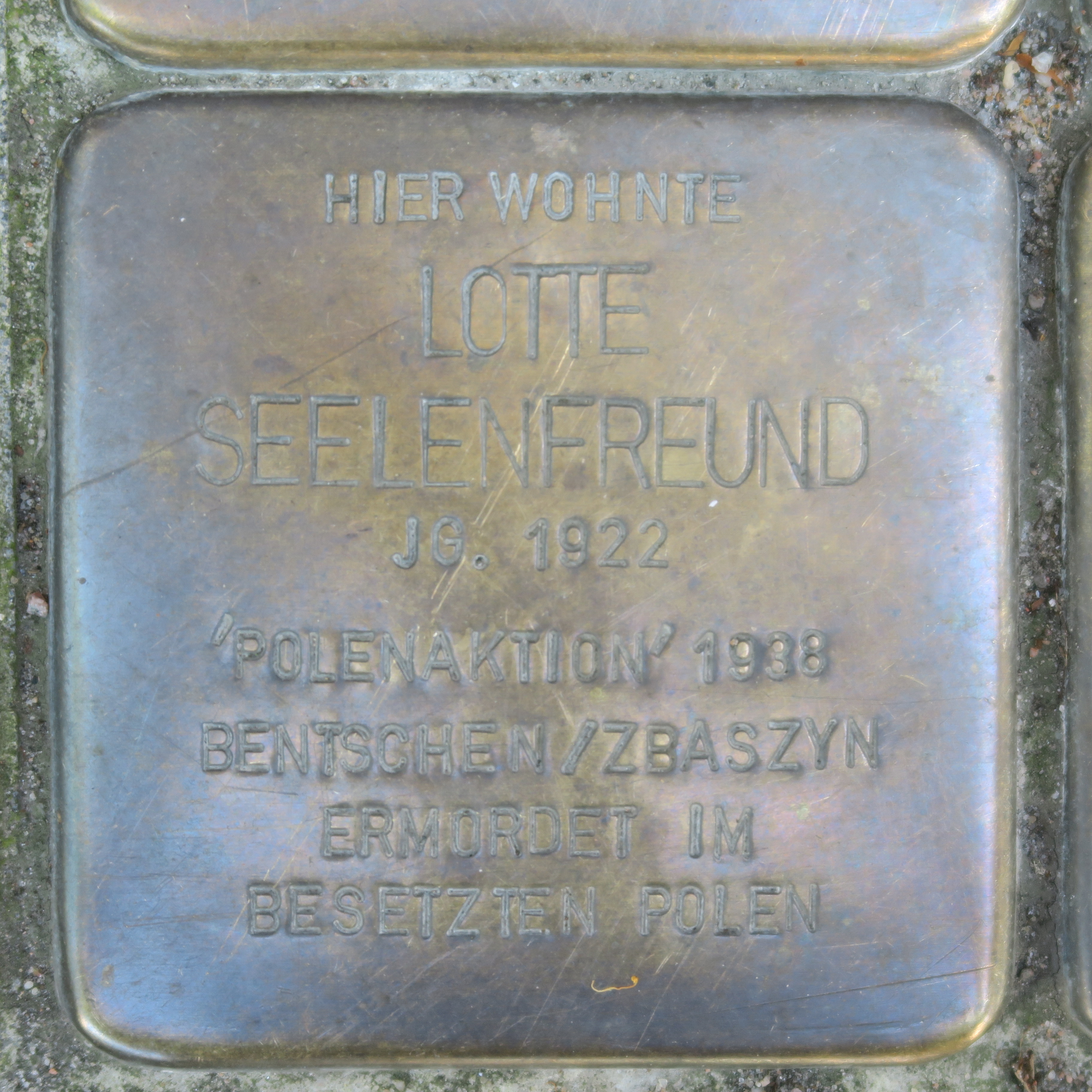
Lotte Seelenfreund vor dem Winterhuder Weg 73
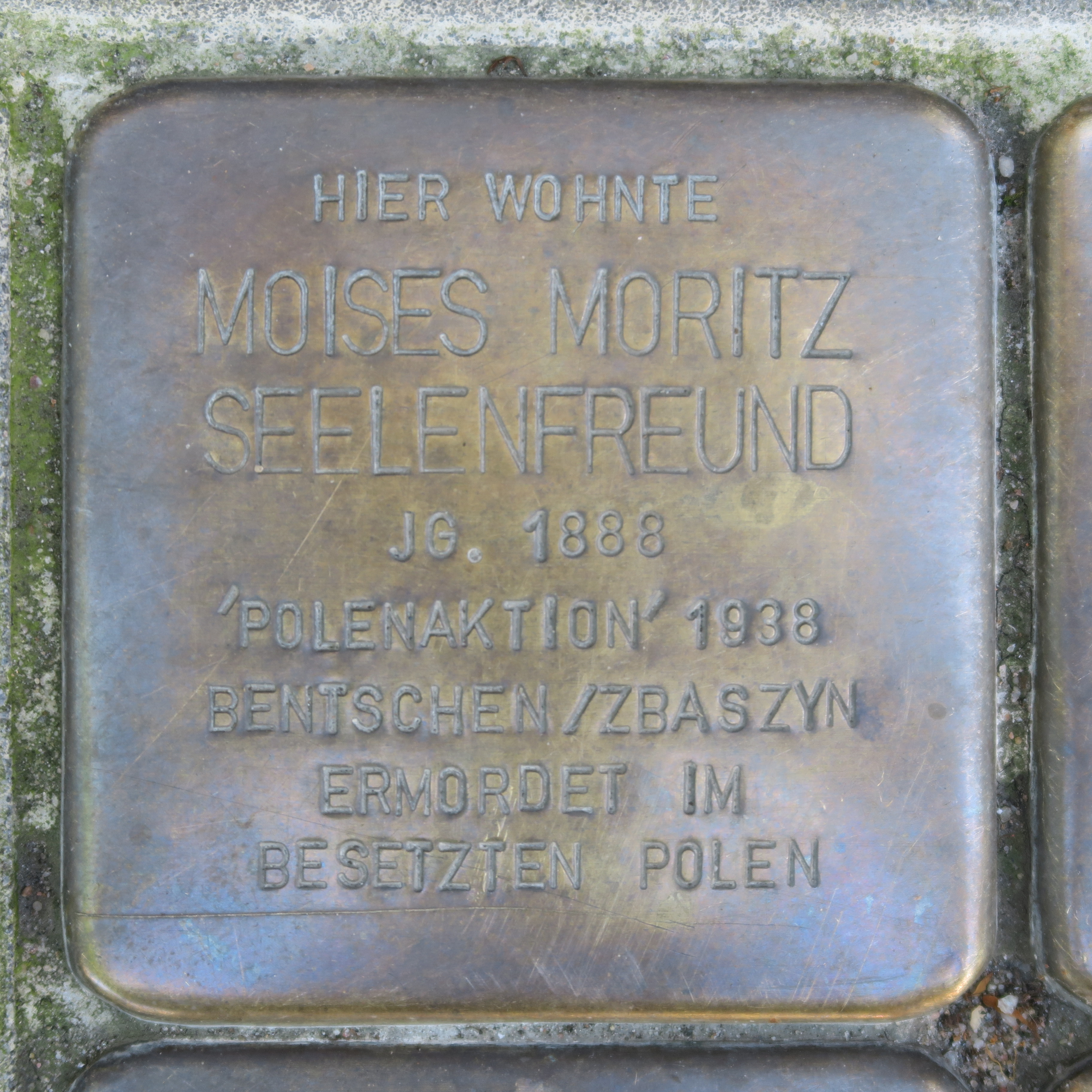
Moises Moritz Seelenfreund vor dem Winterhuder Weg 73
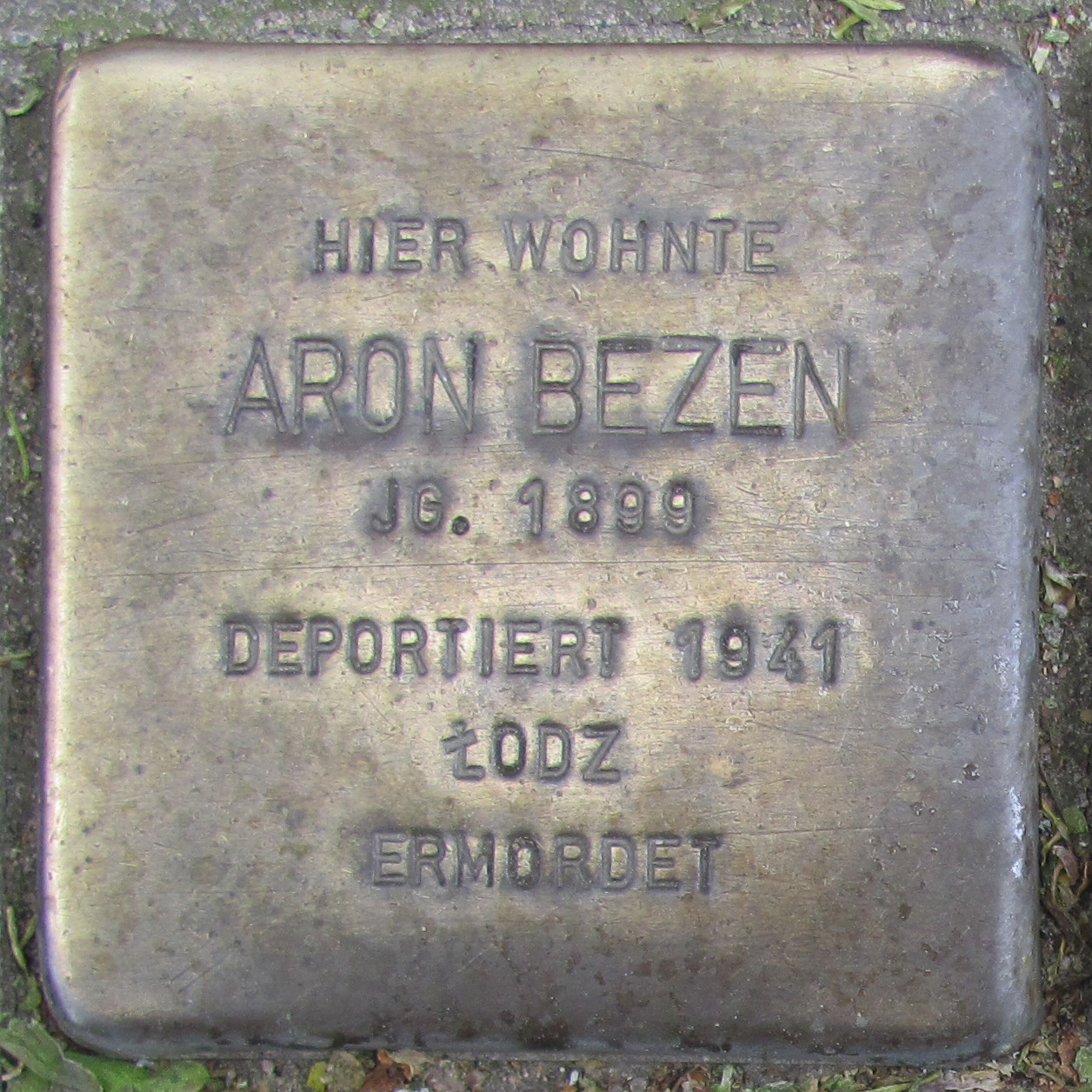
Aron Bezen vor dem Winterhuder Weg 86
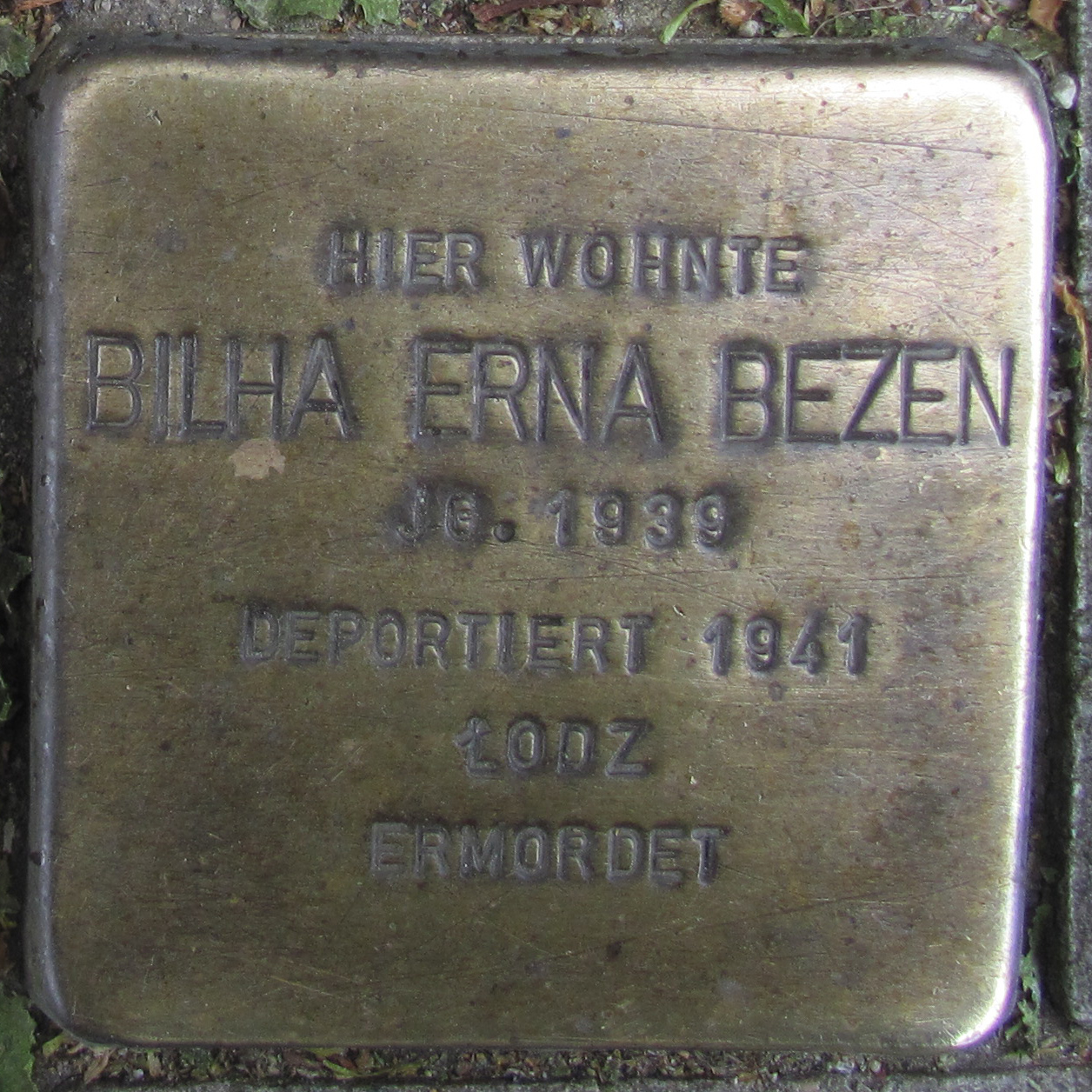
Bilha Erna Bezen vor dem Winterhuder Weg 86
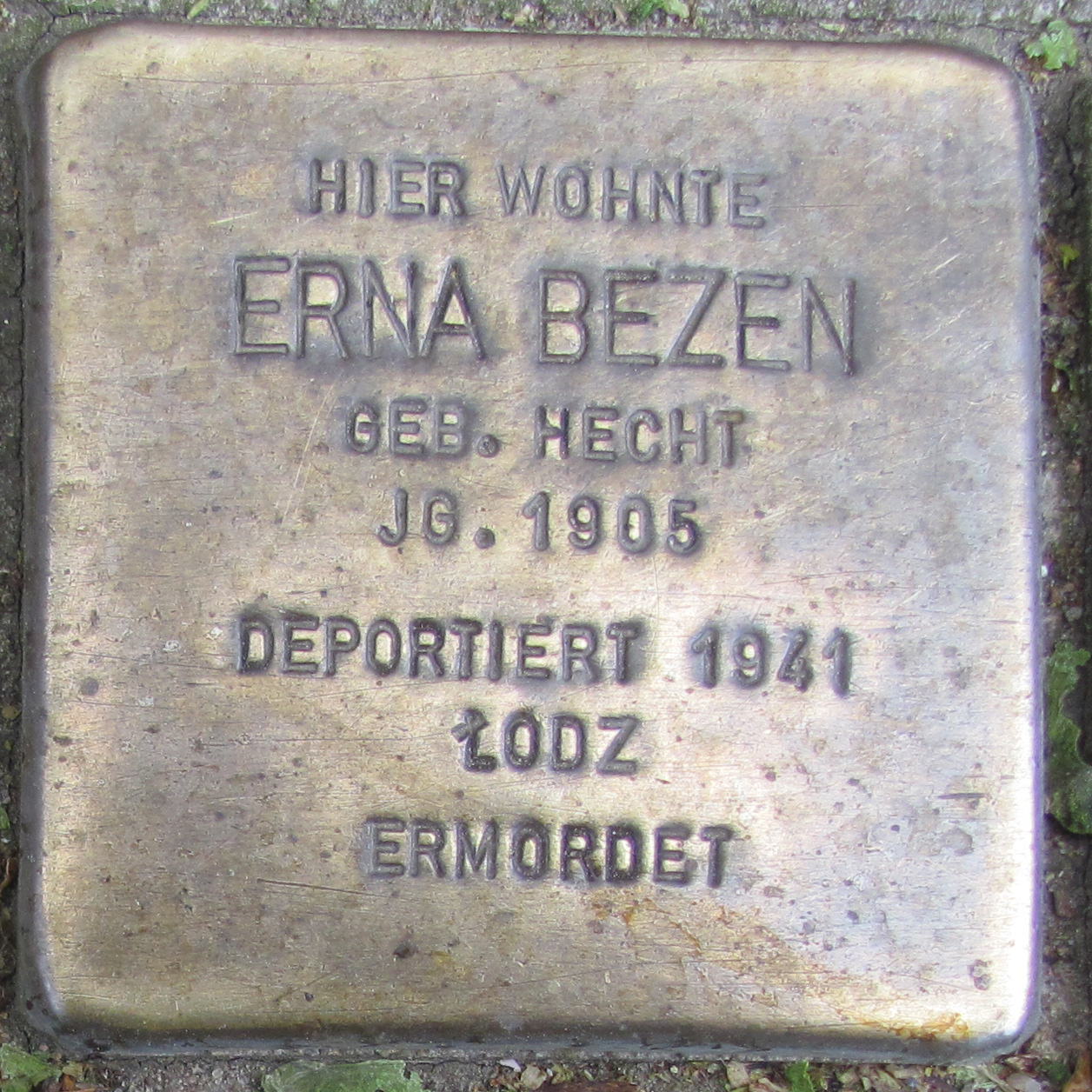
Erna Bezen vor dem Winterhuder Weg 86
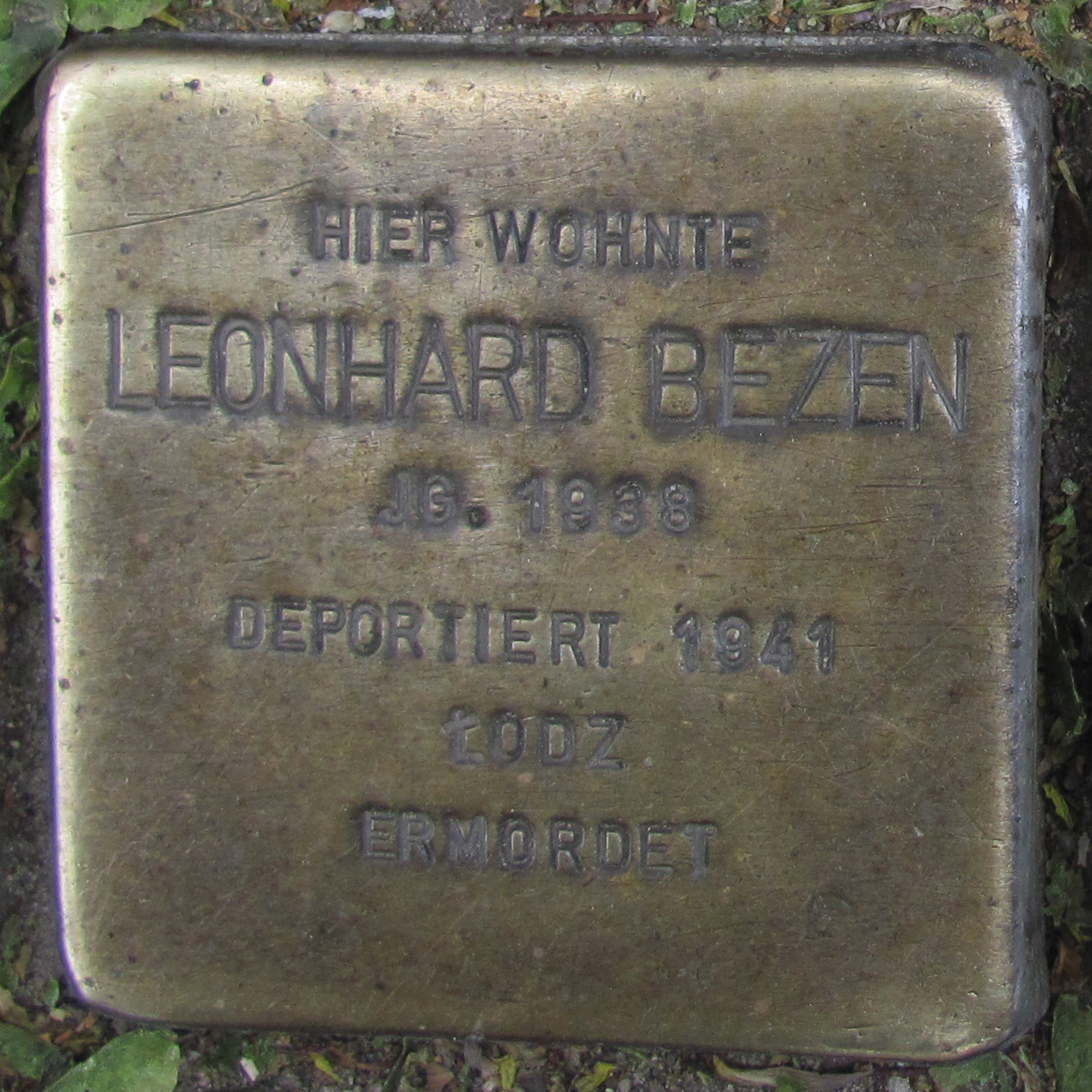
Leonhard Bezen vor dem Winterhuder Weg 86